# Носов (село)
Носов (укр. Носів) — село в Подгаецкой городской общине Тернопольского района Тернопольской области Украины.
До 2020 года входило в Подгаецкий район.
Население по переписи 2001 года составляло 692 человека. Почтовый индекс — 48033. Телефонный код — 3542.